# Hillel International
Hillel Campus, en forme longue Hillel: The Foundation for Jewish Campus Life est la plus grande organisation estudiantine juive dans le monde, travaillant avec des milliers d'étudiants de par le monde. L'association est principalement implantée aux États-Unis et au Canada, et dans une moindre mesure au Brésil, en Argentine, en Lituanie, en Afrique du Sud ou encore en Israël.

## Activité

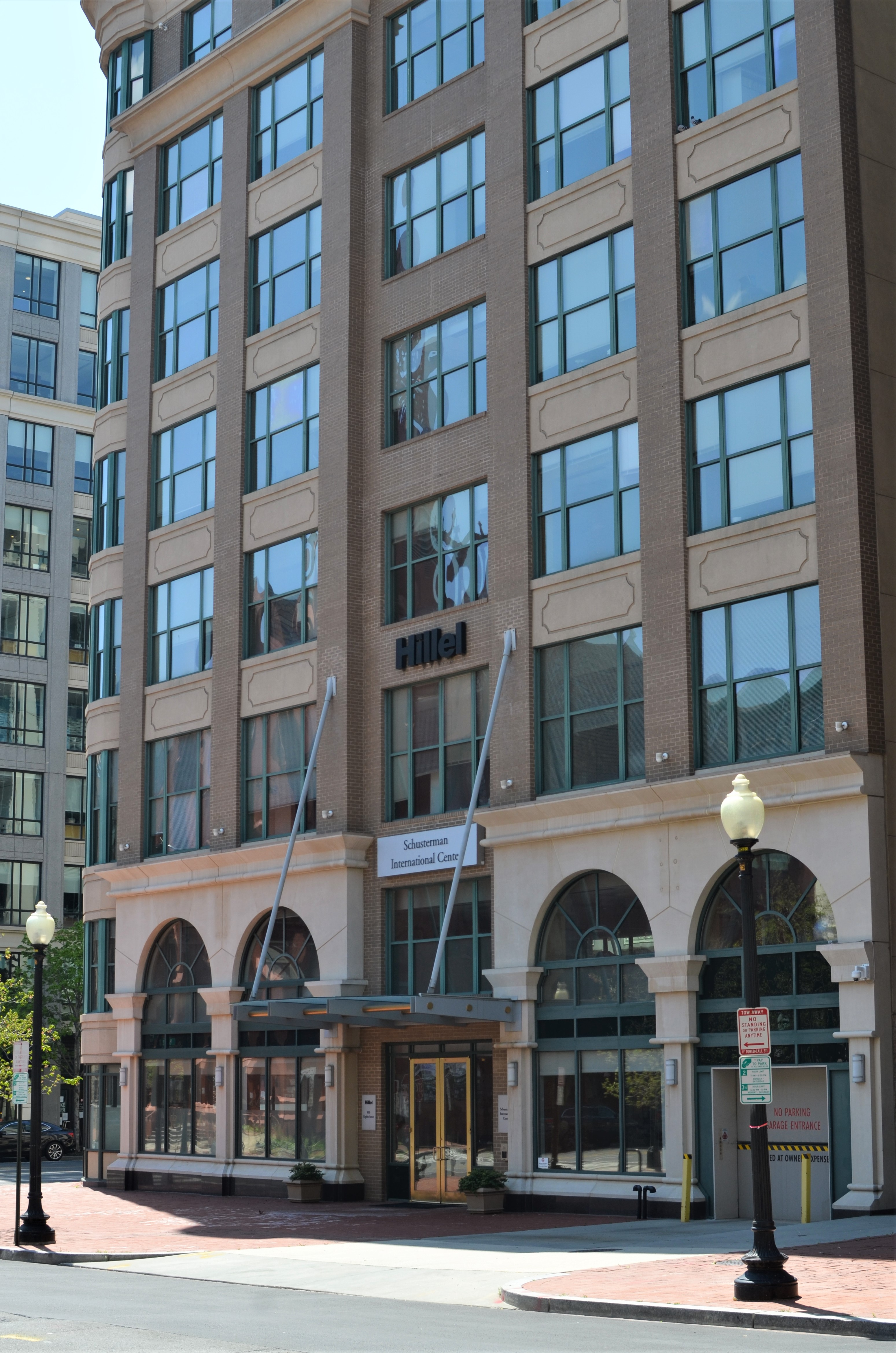
Siège de Hillel International à Washington

Hillel est présente dans près de 550 établissements universitaires essentiellement en Amérique du Nord et dans le monde dont 30 groupes dans l'ex-Union soviétique, 9 en Israël, et 5 en Amérique latine. En France, Hillel Campus est fondé en 2017 et est présent à Paris et Marseille,,.
L'organisation tient son nom de Hillel Hazaken, dit Hillel le Sage, dernier président du Sanhédrin de l’époque des Zougot et qui migra de Babylone à Jérusalem au premier siècle avant notre ère et connu pour ses enseignements sur la loi juive.